# Winfried Wachter
Winfried Wachter (* 5. Oktober 1921 in Friedrichshafen; † 24. Januar 2018 in Memmingen) war ein deutscher Steuerberater und Politiker (FDP).
Wachter besuchte die Schule in Immenstadt und Kempten und erreichte das Abitur. Zum 1. September 1940 trat er der NSDAP bei. Er nahm am Zweiten Weltkrieg teil und saß in Kriegsgefangenschaft. Danach war er beruflich als Steuerbevollmächtigter in Memmingen tätig.
Wachter wurde 1952 Mitglied der FDP, bei der er Vorsitzender des Bezirksverbands Schwaben war. Ferner war er Präsident der Kammer der Steuerbevollmächtigten in München und Mitglied des Präsidiums der Bundeskammer der Steuerbevollmächtigten. Von 1962 bis 1966 und von 1970 bis 1978 war er Mitglied des Bayerischen Landtags. Er starb am 24. Januar 2018 in Memmingen.